# دیوید زابریکسی
دیوید زابریکسی (انگلیسی: David Zabriskie؛ زادهٔ ۱۲ ژانویهٔ ۱۹۷۹) دوچرخه‌سوار اهل ایالات متحده آمریکا است.
وی در مسابقات کشوری و بین‌المللی در مجموع برندهٔ ۱ مدال نقره، ۱ مدال برنز شده‌است.